# Giovanni Guglielmo del Palatinato
Giovanni Guglielmo II di Wittelsbach-Neuburg, conosciuto anche come Giovanni Guglielmo del Palatinato-Neuburg e detto Jan Wellem (Düsseldorf, 19 aprile 1658 – Düsseldorf, 8 giugno 1716), principe elettore del Palatinato (1690-1716), duca palatino di Neuburg (1690-1716), duca di Jülich e Berg (1679-1716), e duca del Palatinato Superiore e di Cham (1707-1714).

## Biografia

### Giovinezza ed educazione

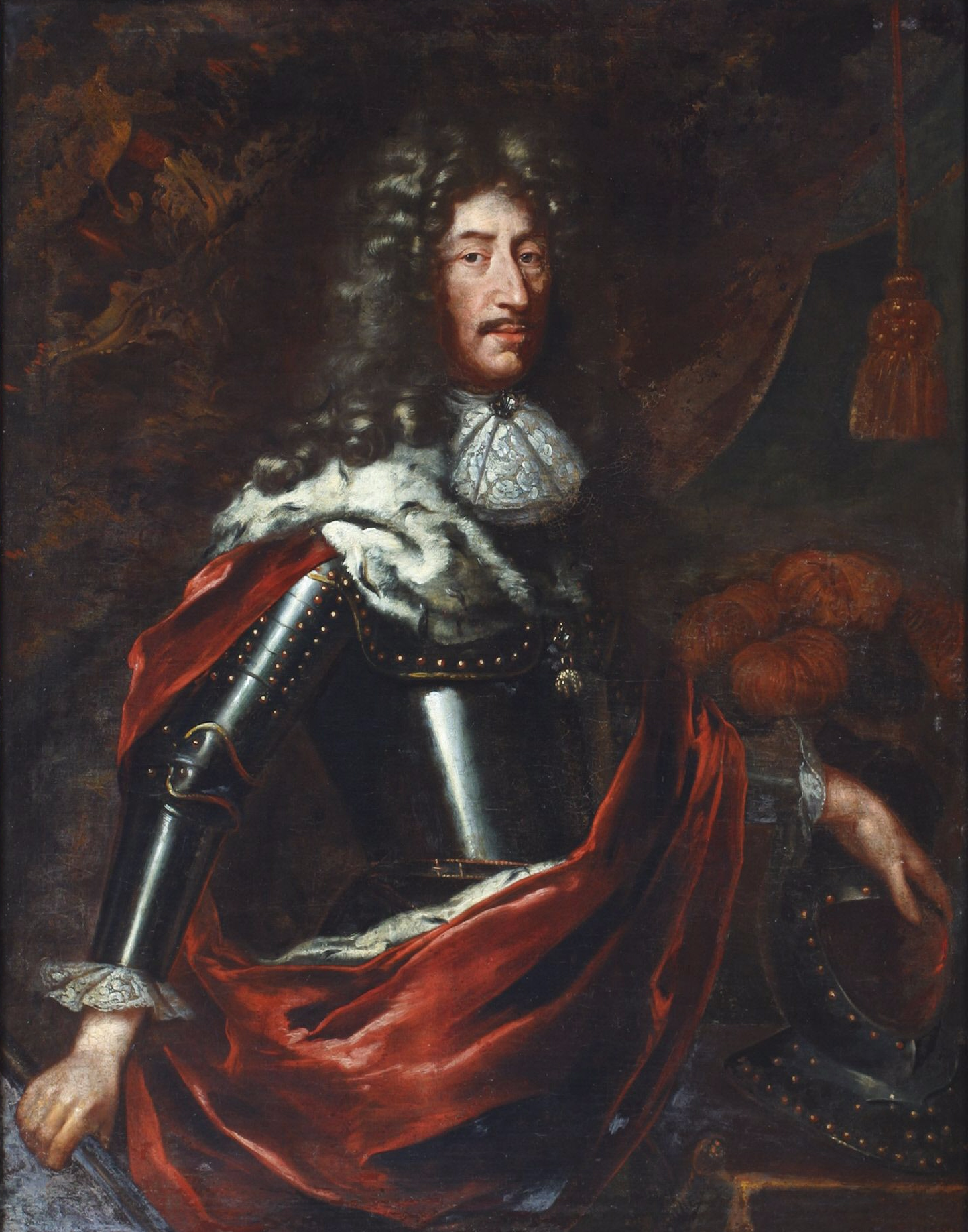
Filippo Guglielmo del Palatinato

Giovanni Guglielmo era figlio di Filippo Guglielmo del Palatinato e di Elisabetta Amalia di Assia-Darmstadt e nacque a Düsseldorf, dove i genitori risiedevano dopo aver abbandonato Heidelberg, in gran parte ridotta in rovina dalle truppe francesi dopo la Guerra dei Nove anni. Venne educato dai Gesuiti e nel 1674 intraprese un grand tour in Italia. Le sue sorelle sposarono rispettivamente l'imperatore Leopoldo I del Sacro Romano Impero, re Pietro II del Portogallo e re Carlo II di Spagna, una politica matrimoniale che rese il Palatinato uno dei centri principali della politica europea dell'epoca. Nel 1686 venne accettato nel novero dei cavalieri dell'Ordine del Toson d'oro.

### Primo matrimonio

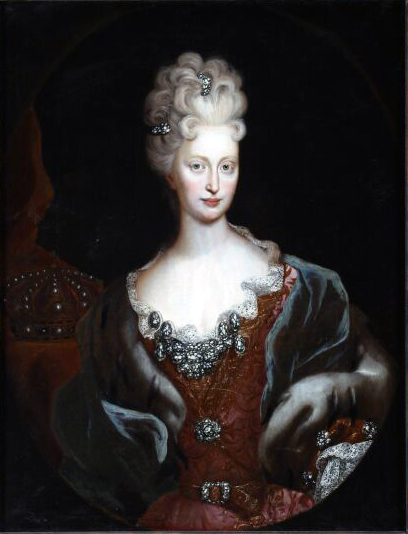
Maria Anna Giuseppina d'Asburgo, prima moglie di Giovanni Guglielmo

Il 25 ottobre 1678 a Wiener Neustadt sposò Maria Anna Giuseppina d'Asburgo (1654 – 1689), arciduchessa d'Austria, figlia di Ferdinando III d'Asburgo e della sua terza moglie Eleonora Gonzaga-Nevers, figlia del duca di Mantova. Dal matrimonio nacquero due figli maschi che tuttavia morirono entrambi il medesimo giorno della nascita (6 febbraio 1683 in Düsseldorf e 5 febbraio 1686 in Vienna).

### Principe elettore del Palatinato

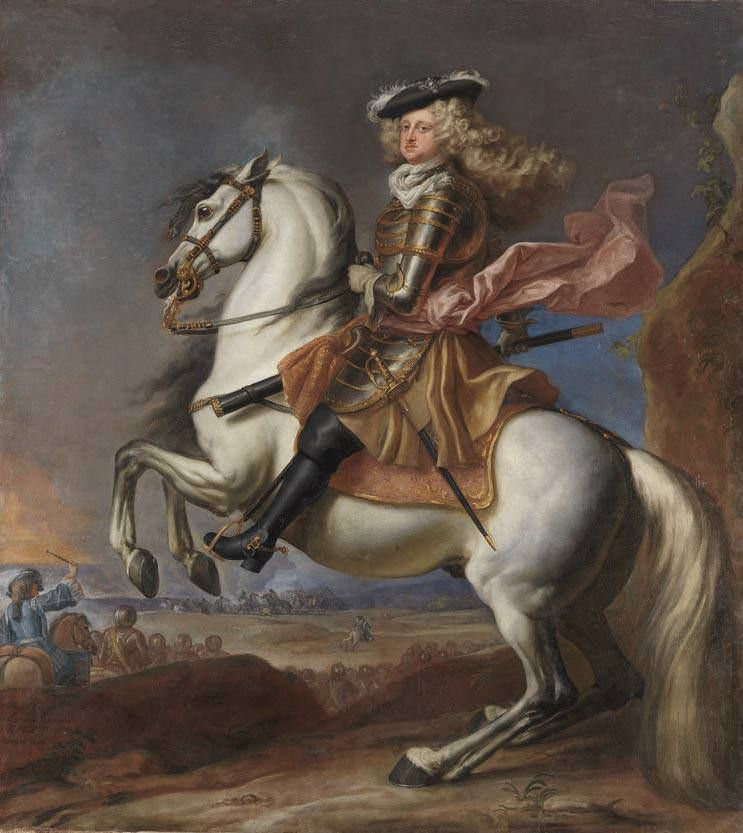
Ritratto equestre di Giovanni Guglielmo di Anthoni Schoonjans, 1702

Suo padre gli cedette ancora in vita i ducati di Jülich e Berg nel 1679. Divenuto principe elettore il 2 settembre 1690 succedendo a suo padre, risiedette per il resto della propria vita nella città natale di Düsseldorf, preferendola ad Heidelberg.
Con la pace di Rijswijk (1697), che pose fine alla guerra di successione per il Palatinato, ottenne la restituzione dei territori del Palatinato occupati dalla Francia, con la clausola che le misure francesi di conversione forzata al cattolicesimo non sarebbero state revocate (clausola di Rijswijk). Questo gli procurò nel Palatinato, specie presso i protestanti che costituivano la maggioranza religiosa dello Stato, una scarsa popolarità.
Proseguendo la politica intrapresa da suo padre a favore di un'assoluta fedeltà all'Impero, Giovanni Guglielmo occupò delle posizioni rilevanti nell'amministrazione del Sacro Romano Impero: dal 1679 al 1706 e nuovamente dal 1714 al 1716 fu Arci-tesoriere del Sacro Romano Impero e dal 1706 al 1714 fu Arci-siniscalco del Sacro Romano Impero. Nel periodo compreso tra la morte dell'imperatore Giuseppe I e l'incoronazione del suo successore, Carlo VI, Giovanni Guglielmo fu Vicario imperiale, ovvero fu reggente temporaneo della corona sino a nuova elezione. Durante questo periodo fece coniare delle Vikariatsmünzen, monete commemorative di questo suo importante incarico.

### Secondo matrimonio

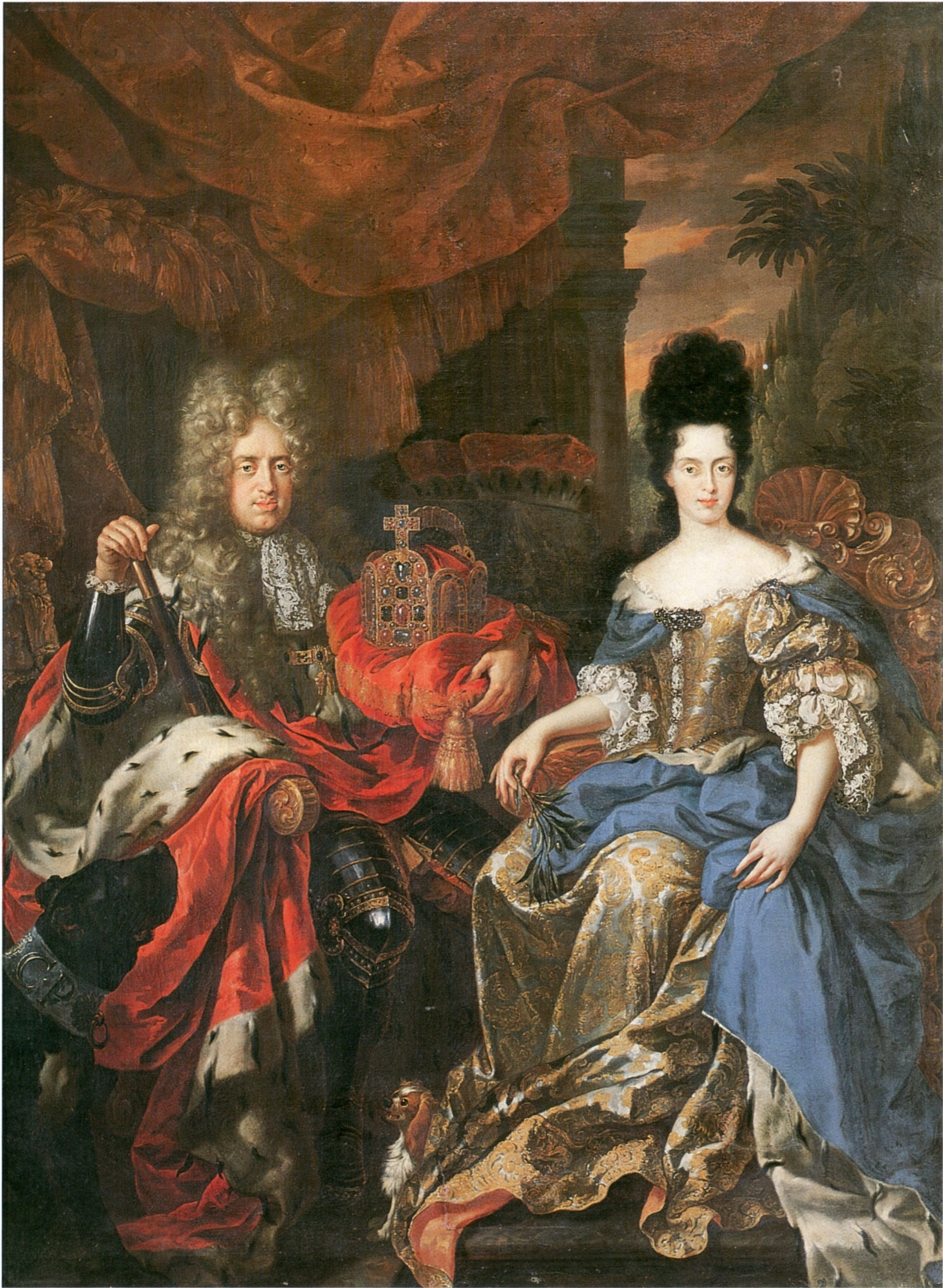
Doppio ritratto di Giovanni Guglielmo del Palatinato e della sua seconda moglie Anna Maria Luisa de' Medici

Dopo la morte della prima moglie, sposò il 29 aprile 1691 per procura a Firenze la principessa Anna Maria Luisa de' Medici, figlia di Cosimo III de' Medici e della principessa Margherita Luisa d'Orléans. Da questo secondo matrimonio non nacquero figli.

### Mecenate e patrono delle arti

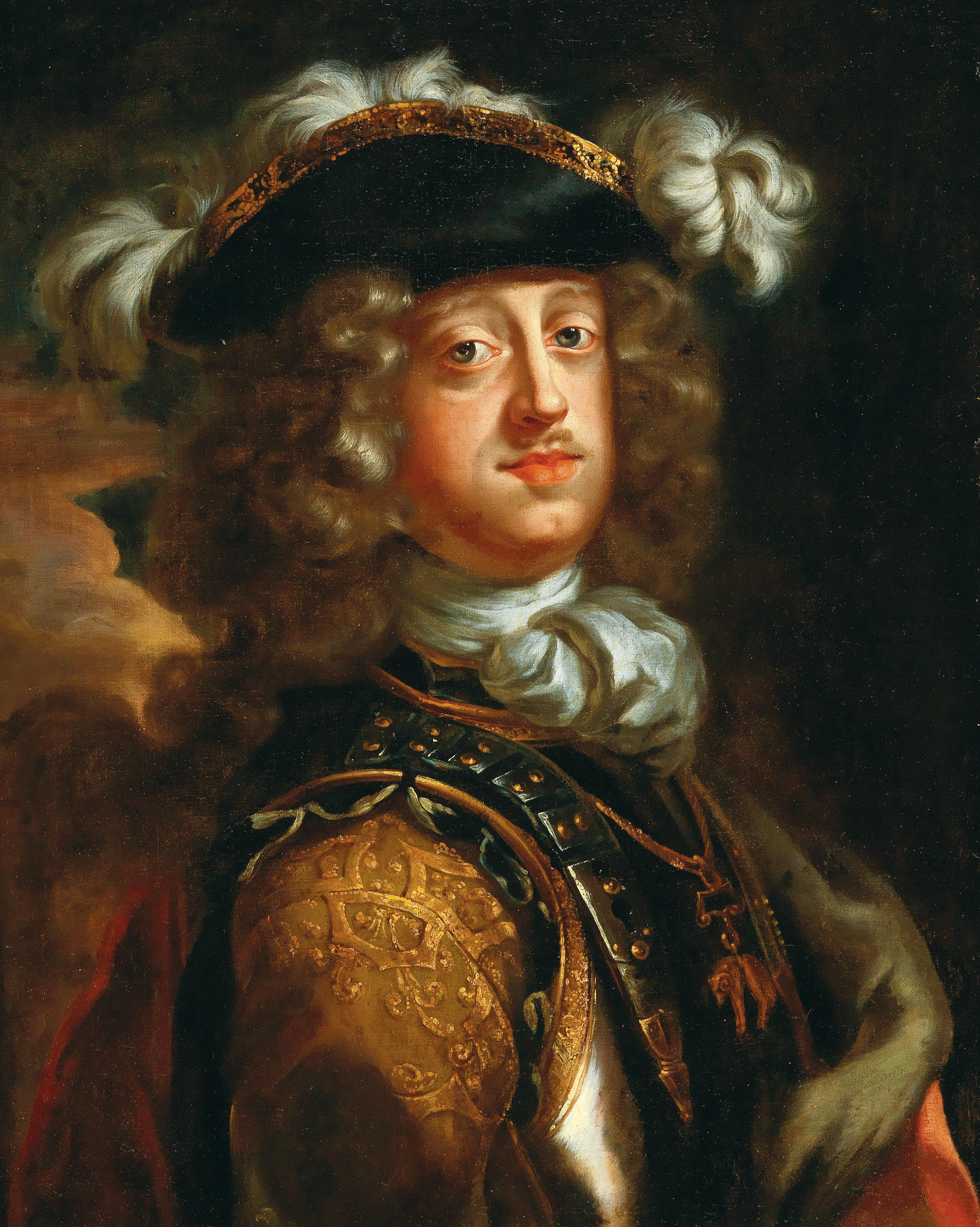
L'elettore Giovanni Guglielmo ritratto da Jan Frans van Douven

Se in patria fu criticato, Giovanni Guglielmo ebbe invece una notevole popolarità nel ducato di Jülich-Berg. Qui, grazie a sontuose costruzioni (come il castello di Bensberg), all'ampliamento del castello di Düsseldorf e ad una dispendiosa vita di corte, procurò molti incarichi ad artisti ed artigiani di elevato livello, come ad esempio il pittore Johannes Spilberg, sua figlia Adriana ed il suo ultimo marito, Eglon van der Neer, oltre ad artisti del calibro di Adriaen van der Werff, Jan Frans van Douven, Herman van der Mijn, Jan van Nickelen, sua figlia Jacoba Maria van Nickelen, suo marito Willem Troost, Anthoni Schoonjans, Rachel Ruysch, Godfried Schalcken e Jan Weenix con sua figlia Maria. Fu inoltre patrono degli artisti italiani Antonio Bellucci, Giovanni Antonio Pellegrini e Domenico Zanetti. Il castello di Schwetzingen divenne la sua residenza estiva.
A suo merito si ascrive soprattutto lo sviluppo dell'arte e della cultura. Nella residenza di Düsseldorf fondò una pinacoteca, con opere soprattutto di Rubens, che costituì il nocciolo della Alte Pinakothek di Monaco. Il suo pittore di corte fu Jean Frans van Douwen.

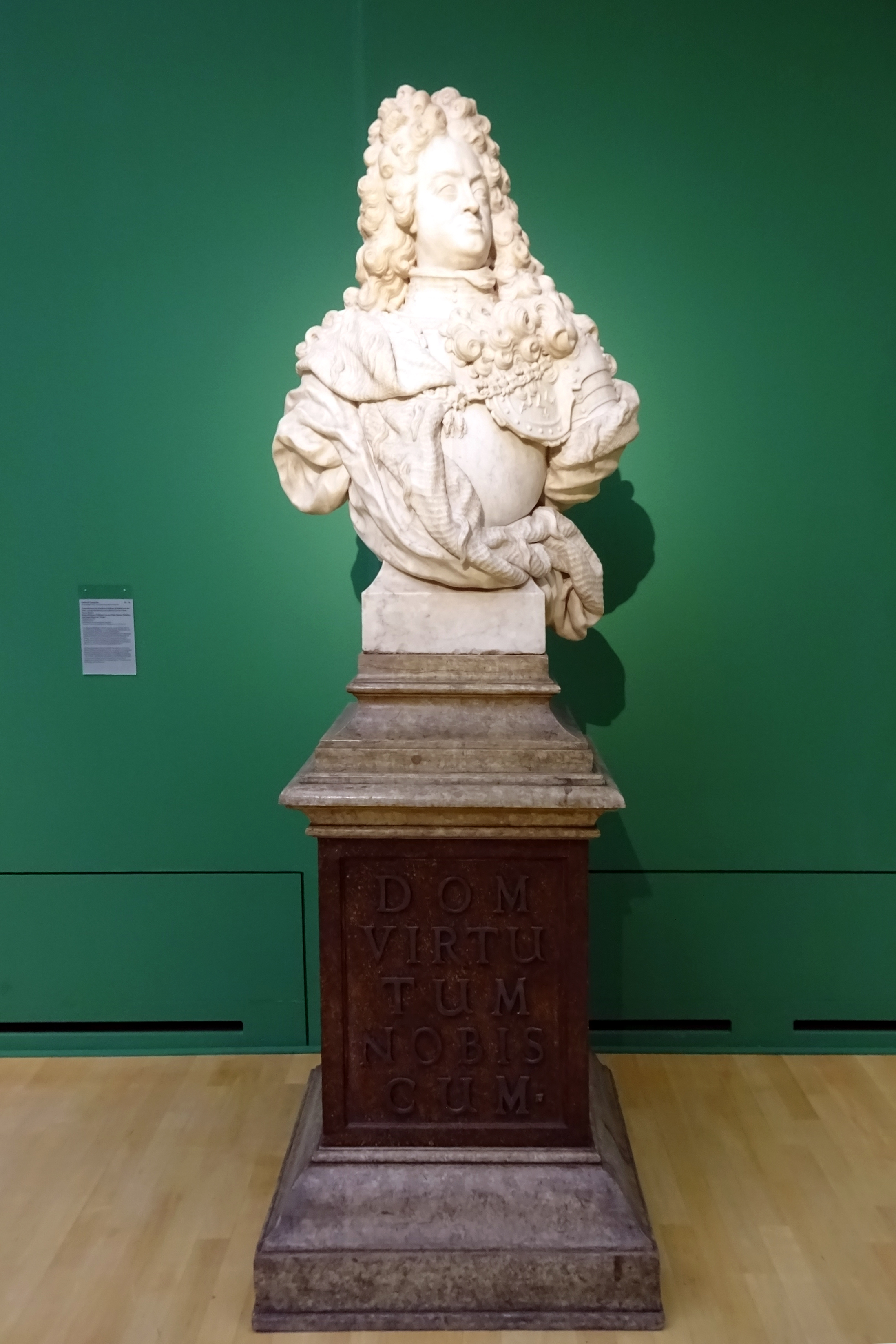
Un busto di Giovanni Guglielmo di Gabriel de Grupello

La sua seconda moglie, Anna Maria Luisa, era inoltre l'ultima erede della casata dei Medici di Firenze. Seguendo l'esempio del marito, anch'ella si pose come patrona delle arti ed ereditò gran parte della collezione dei Medici, incluse le opere presenti alla Galleria degli Uffizi, a Palazzo Pitti e in tutte le ville medicee dopo la morte del fratello Gian Gastone nel 1737, a condizione però che nessun'opera potesse essere spostata dalla capitale toscana.
Arcangelo Corelli gli dedicò la sua ultima opera, i Dodici Concerti grossi op. 6 (post., Roger, Amsterdam 1714).
A Düsseldorf, sulla piazza del Rathaus (Marktplatz), si trova la sua statua equestre, opera di Gabriel de Grupello.

### Ultimi anni e morte

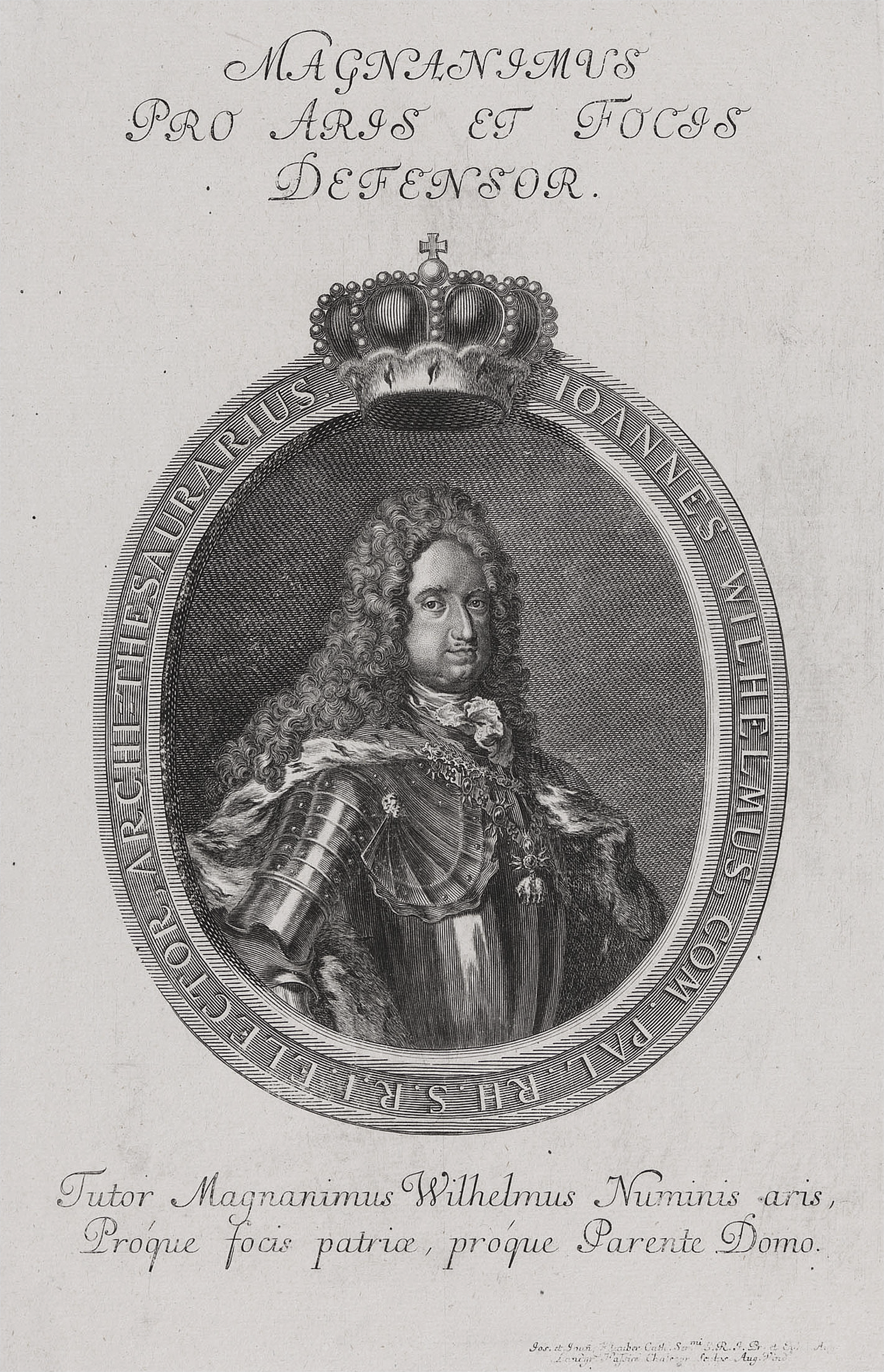
Il principe Giovanni Guglielmo in una stampa di Johann Baptist Klauber

Nel 1708 rinnovò l'ordine di Sant'Uberto, di cui divenne gran maestro.
Durante la guerra di successione spagnola, Giovanni Guglielmo ottenne anche l'Alto Palatinato bavarese, territorio che comunque venne restituito alla Baviera nel 1714.

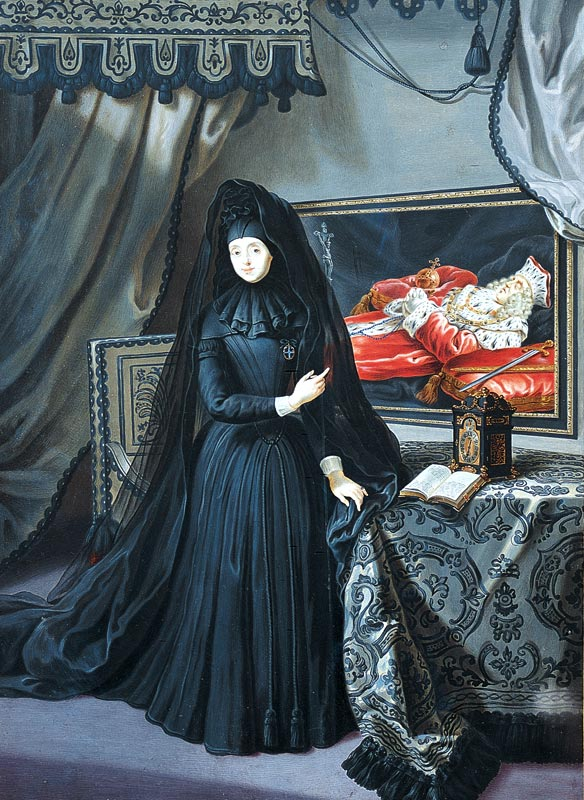
La vedova Anna Maria Luisa de' Medici vicino al corpo del defunto Principe elettore

Alla sua morte venne sepolto nella chiesa cittadina di Sant'Andrea, all'epoca gestita dai gesuiti e oggi dai domenicani, in un magnifico sarcofago disegnato dall'architetto di corte, Gabriel de Grupello.

## Ascendenza
|                                           |                           |                                   | Genitori                            |  |  | Nonni |  |  | Bisnonni                             |  |  | Trisnonni                           |  |
|                                           |                           |                                   |                                     |  |  |       |  |  | Filippo Luigi del Palatinato-Neuburg |  |  | Volfango del Palatinato-Zweibrücken |  |
|                                           |                           |                                   |                                     |  |  |       |  |  | Filippo Luigi del Palatinato-Neuburg |  |  | Volfango del Palatinato-Zweibrücken |  |
|                                           |                           | Anna d'Assia                      |                                     |  |  |       |  |  | Filippo Luigi del Palatinato-Neuburg |  |  |                                     |  |
| Volfango Guglielmo del Palatinato-Neuburg |                           |                                   |                                     |  |  |       |  |  | Filippo Luigi del Palatinato-Neuburg |  |  |                                     |  |
|                                           |                           | Anna di Jülich-Kleve-Berg         | Guglielmo di Jülich-Kleve-Berg      |  |  |       |  |  |                                      |  |  |                                     |  |
|                                           |                           | Anna di Jülich-Kleve-Berg         | Guglielmo di Jülich-Kleve-Berg      |  |  |       |  |  |                                      |  |  |                                     |  |
|                                           |                           | Anna di Jülich-Kleve-Berg         | Maria d'Austria                     |  |  |       |  |  |                                      |  |  |                                     |  |
| Filippo Guglielmo del Palatinato          |                           | Anna di Jülich-Kleve-Berg         |                                     |  |  |       |  |  |                                      |  |  |                                     |  |
|                                           |                           | Guglielmo V di Baviera            | Alberto V di Baviera                |  |  |       |  |  |                                      |  |  |                                     |  |
|                                           |                           | Guglielmo V di Baviera            | Alberto V di Baviera                |  |  |       |  |  |                                      |  |  |                                     |  |
|                                           |                           | Guglielmo V di Baviera            | Anna d'Asburgo                      |  |  |       |  |  |                                      |  |  |                                     |  |
| Maddalena di Baviera                      |                           | Guglielmo V di Baviera            |                                     |  |  |       |  |  |                                      |  |  |                                     |  |
|                                           |                           | Renata di Lorena                  | Francesco I di Lorena               |  |  |       |  |  |                                      |  |  |                                     |  |
|                                           |                           | Renata di Lorena                  | Francesco I di Lorena               |  |  |       |  |  |                                      |  |  |                                     |  |
|                                           |                           | Renata di Lorena                  | Cristina di Danimarca               |  |  |       |  |  |                                      |  |  |                                     |  |
| Giovanni Guglielmo del Palatinato         |                           | Renata di Lorena                  |                                     |  |  |       |  |  |                                      |  |  |                                     |  |
|                                           | Luigi V d'Assia-Darmstadt | Giorgio I d'Assia-Darmstadt       |                                     |  |  |       |  |  |                                      |  |  |                                     |  |
|                                           | Luigi V d'Assia-Darmstadt | Giorgio I d'Assia-Darmstadt       |                                     |  |  |       |  |  |                                      |  |  |                                     |  |
|                                           | Luigi V d'Assia-Darmstadt | Maddalena di Lippe                |                                     |  |  |       |  |  |                                      |  |  |                                     |  |
| Giorgio II d'Assia-Darmstadt              | Luigi V d'Assia-Darmstadt |                                   |                                     |  |  |       |  |  |                                      |  |  |                                     |  |
|                                           |                           | Maddalena di Brandeburgo          | Giovanni Giorgio di Brandeburgo     |  |  |       |  |  |                                      |  |  |                                     |  |
|                                           |                           | Maddalena di Brandeburgo          | Giovanni Giorgio di Brandeburgo     |  |  |       |  |  |                                      |  |  |                                     |  |
|                                           |                           | Maddalena di Brandeburgo          | Elisabetta di Anhalt-Zerbst         |  |  |       |  |  |                                      |  |  |                                     |  |
| Elisabetta Amalia d'Assia-Darmstadt       |                           | Maddalena di Brandeburgo          |                                     |  |  |       |  |  |                                      |  |  |                                     |  |
|                                           |                           | Giovanni Giorgio I di Sassonia    | Cristiano I di Sassonia             |  |  |       |  |  |                                      |  |  |                                     |  |
|                                           |                           | Giovanni Giorgio I di Sassonia    | Cristiano I di Sassonia             |  |  |       |  |  |                                      |  |  |                                     |  |
|                                           |                           | Giovanni Giorgio I di Sassonia    | Sofia di Brandeburgo                |  |  |       |  |  |                                      |  |  |                                     |  |
| Sofia Eleonora di Sassonia                |                           | Giovanni Giorgio I di Sassonia    |                                     |  |  |       |  |  |                                      |  |  |                                     |  |
|                                           |                           | Maddalena Sibilla di Hohenzollern | Alberto Federico di Prussia         |  |  |       |  |  |                                      |  |  |                                     |  |
|                                           |                           | Maddalena Sibilla di Hohenzollern | Alberto Federico di Prussia         |  |  |       |  |  |                                      |  |  |                                     |  |
|                                           |                           | Maddalena Sibilla di Hohenzollern | Maria Eleonora di Jülich-Kleve-Berg |  |  |       |  |  |                                      |  |  |                                     |  |
|                                           |                           | Maddalena Sibilla di Hohenzollern |                                     |  |  |       |  |  |                                      |  |  |                                     |  |